# Nunca vi otra mariposa
No he visto mariposas por aquí: dibujos y poemas infantiles del campo de concentración de Terezín, 1942-1944, es una colección de obras de arte y poesía de niños judíos que vivieron en el campo de concentración de Theresienstadt. Las obras fueron creadas en clases de arte secretas impartidas en el campamento por la artista y educadora austriaca Friedl Dicker-Brandeis. El libro toma su título de un poema de Pavel Friedmann, un joven nacido en 1921 que fue encarcelado en Theresienstadt y luego asesinado en Auschwitz. Las obras fueron recopiladas después de la Segunda Guerra Mundial por la historiadora de arte checa Hana Volavková, la única curadora del Museo Judío de Praga que sobrevivió al Holocausto. En caso de ser conocido, se menciona el destino que tuvieron los niños autores de las obras. La mayoría murió antes de que el campo de concentración quedara en libertad.

## Terezín
Durante la Segunda Guerra Mundial, la Gestapo utilizó Terezín, conocida por el nombre alemán Theresienstadt, como gueto. La mayoría de los judíos enviados allí eran académicos, profesionales, artistas y músicos. Antes de que estallara la guerra en su totalidad, los nazis llevaron a cabo un plan estratégico para disimular  el trato inhumano que sufrían los judíos en los campos de concentración frente a los inspectores de la Cruz Roja Internacional. Para lograr esto, cuando apareció la Cruz Roja, se alentó a los reclusos a participar en actividades creativas. Se les dieron instrumentos y materiales de arte, y se les animó también a realizar conciertos. Dentro del campamento, se instalaron parques, áreas verdes y lechos de flores, se instalaron salas de conciertos y estatuas para ocultar la verdad —que la mayoría de los presos terminarían por ser asesinados. De hecho, después de que se fue la Cruz Roja, la mayoría de las personas que ayudaron a engañar a los inspectores fueron enviadas inmediatamente a Auschwitz. Este engaño tapó el hecho de que, de los 144.000 judíos que fueron enviados allí, alrededor de 33.000 de ellos murieron, en su mayoría a causa de las pésimas condiciones (hambre, estrés, enfermedades y una epidemia de tifus al final de la guerra). Alrededor de 88.000 fueron deportados a Auschwitz y otros campos de exterminio. Al final de la guerra había 17.247 supervivientes.
Parte de la fortificación (pequeña fortaleza) sirvió como la prisión de Gestapo más grande en el Protectorado de Bohemia y Moravia, separado del gueto. Alrededor de 90.000 personas pasaron por él, de las cuales 2.600 murieron ahí mismo.
Fue dejado en libertad el 9 de mayo de 1945 por el ejército soviético.

## Obra de teatro
"I Never Saw Another Butterfly"  (Nunca vi otra mariposa) es también el nombre de una obra de teatro completa y una versión de un solo acto de Celeste Raspanti. Basó la obra en el libro de poesía y dibujos hechos por los niños de Terezín. La obra se centra en Raja Englanderova —una de las niñas que sobrevivieron a Terezin— y su familia, amigos y compañeros de clase. En la obra, ella comparte la historia de vivir en el campo de concentración, mientras conserva un mundo lleno de mariposas y flores con otros niños en el campo de concentración. La obra de Raspanti fue adaptada a un musical por Joseph Robinette y EA Alexander.

## Ciclo de canciones
En 1968, el compositor judío-canadiense Srul Irving Glick escribió el ciclo de canciones con el tema del Holocausto "I Never Saw Another Butterfly" para mezzosoprano (contralto) y orquesta o piano. Las canciones se basan en los poemas infantiles del campo de concentración de Theresienstadt (1942-1944).
El ciclo consta de 6 canciones:
1. A Olga
2. Sí, así son las cosas
3. El ratoncito
4. En una tarde soleada
5. Narrativa
6. La mariposa

En 1972, las canciones se publicaron en LP (con Maureen Forrester y John Newmark) por el sello canadiense Select (CC-15.073).